# خراج مجاور للبلعوم
الخُرَاجُ المُجَاوِرُ للبُلْعوم هو خراج في الحيّز العميق للرقبة على جانبي البلعوم (أو ما يُعرف بالحيّز البلعومي الفكي العلوي)، ويمتد الخراج على الجانب الوحشي لعضلة البلعوم العاصرة الوسطى العلوية والجانب الإنسي للعضلات الماضغة. تنقسم هذه المساحة بواسطة الزائدة الإبرية إلى حجرات أمامية وخلفية. تحتوي المقصورة الخلفية على الشريان السباتي، الوريد الوداجي الداخلي، والعديد من الأعصاب.

## العلامات والأعراض
تشمل الأعراض الحمى والتهاب الحلق والبلع المؤلم والتورم في الرقبة. خراجا الحيز الأمامي يمكن أن يسبب تصلب الفك (تشنج عضلات الفك)، وتشكيل كتلة صلبة على طول زاوية الفك السفلي، مع انتفاخ في الوسط من لوزة الحلق والجدار الجانبي للبعلوم. خراج الحيز الخلفي يسبب تورمًا في الجدار البلعومي الخلفي، ويكون تصلب الفك ضئيلًا. قد يمتد الخراج إلى داخل الغلاف السباتي، مما يتسبب في التصلب أو حمى عالية أو تجرثم الدم أو عجز عصبي أو نزيف حاد ناتج عن تمزق الشريان السباتي.

## الاسباب
يمكن أن تحدث العدوى من:
- البلعوم: الالتهابات الحادة والمزمنة في اللوزتين والزائدة الأنفية
- الأسنان: التهابات الأسنان وخاصًة الأضراس الأخيرة.
- الأذن: خراج بيزولد والتهاب صخرة الخشاء
- أماكن أخرى: التهاب الغدة النكفية في الحيز خلف البلعوم.
- الصدمات الخارجية: الإصابات التي تخترق الرقبة، حقن المخدر الموضعي

## الانتشار
يُصاب كلا الجنسين على حد سواء بالخراج. يمكن أن يحدث الخراج لدى أي فئة عمرية؛ ولكن يُرى بشكل شائع لدى الأطفال والمراهقين. كما أن البالغين الذين يعانون من نقص المناعة معرضون أيضًا بشكل كبير.